# Porphyrinia thasia
Porphyrinia thasia är en fjärilsart som beskrevs av Koutsaftikis 1973. Porphyrinia thasia ingår i släktet Porphyrinia och familjen nattflyn. Inga underarter finns listade i Catalogue of Life.